# جوانا حمزة
جوانا توفيق حمزة (من مواليد 13 أكتوبر 1988) هي مدربة كرة قدم لبنانية ولاعبة سابقة تتولى تدريب منتخب لبنان للسيدات، ولعبت كمدافعة للمنتخب.

## مهنة النادي
لعبت مع نادي الصداقة عام 2007، ثم انتقلت إلى نادي الأنصار ولعبت في موسمي 2007–08 و2008–09. ثم عادت إلى نادي الصداقة لتلعب في موسمي 2010–11، و2011–12.

## مهنة دولية
ظهرت لأول مرة مع منتخب لبنان في 19 أكتوبر 2010، ضد منتخب مصر، وشاركت في كأس العرب للسيدات 2010، وبطولة اتحاد غرب آسيا لكرة القدم للسيدات 2011، وتصفيات كأس آسيا للسيدات 2014. 

## مهنة إدارية
كانت المدير الفني لمنتخب لبنان للسيدات تحت 18 سنة في بطولة غرب آسيا لكرة القدم للفتيات تحت 18 سنة 2022، حيث ساعدت لبنان على التتويج باللقب بعد فوزه على سوريا بنتيجة 5-1 في المباراة النهائية. كما دربت فريق تحت 20 عامًا في تصفيات كأس آسيا للسيدات تحت 20 سنة 2024، حيث تأهل لبنان إلى الدور الثاني.
في 9 يوليو 2023، عُيّنت كمدربًا رئيسيًا لمنتخب لبنان للسيدات، وفي 18 و21 يوليو، ساعدت لبنان على الفوز ضد فلسطين بنتيجة 5-0 و2-1 في أول مباراتين لها كمدربة.

## الحياة الشخصية
عمها، سليم حمزة، كان لاعب كرة قدم دولي للبنان خلال التسعينيات.

## الانجازات

### كمدرب
لبنان تحت 18 سنة
- بطولة غرب آسيا تحت 18 سنة للفتيات: 2022